# 285 Регина
284 Регина е голям астероид от Основния пояс. Открит е от Огюст Шарлоа на 3 август 1889 в Ница.